# Nora Cullen
Nora Cullen (Buenos Aires, 1905 - 16 de octubre de 1990) fue una actriz argentina. Se desempeñó con popularidad en el cine, el teatro, la televisión y la radio.

## Biografía
En su infancia y adolescencia vivió en la localidad de Ciudadela, que se encuentra en la Provincia de Buenos Aires adyacente a la ciudad del mismo nombre. Comenzó de joven junto con su hermana la también actriz Chela Ruiz a trabajar en la radio leyendo avisos de publicidad. Debutó en el teatro con Defilippis Novoa con quien trabajó durante diecisiete años. Su primer seudónimo fue "Pepita Ruiz", luego de casarse pasó a "Pepita Battaglia" y finalmente a partir de los años 40 usó el de "Nora Cullen" tomando el nombre de la protagonista de Casa de muñecas de Ibsen.
En la radio encabezó con Enrique Muiño y Elías Alippi una compañía de radioteatro que durante varios ciclos puso en LR4 Radio Splendid adaptaciones de obras célebres y también de nuevos actores, habiéndose destacado en la interpretación del personaje Santa Teresita del Niño Jesús. En su repertorio había piezas de la más variada especie, desde la tragedia griega hasta la comedia ligera. Se dijo de ella que era «capaz de dar a papeles pequeños la misma hondura que supo insuflarle a los grandes» Fue elogiada su participación en Filomena Marturano dirigida por Alejandra Boero y dirigida por Esteban Serrador brilló en el papel de la tía en Rosita la soltera de García Lorca.  Cullen decía que «García Lorca es uno de los poetas que todo actor añora interpretar algún día». Otras obras en las que actuó fueron Hotel de ilusos, Nada que ver y El círculo de tiza caucasiano.
También trabajó en televisión y la crónica de La pasión de Florencio Sánchez, en la que actuó con Alfredo Alcón, destacó «la exquisita sensibilidad de la primera actriz Nora Cullen, que dio a su caracterización de madre de Florencio Sánchez, los sutiles matices que ésta requería». Igualmente se destacó su actuación en Mateo junto a Osvaldo Terranova. 
En el cine actuó tanto en dramas como comedias y por la película El dependiente le fue concedido el premio a la mejor actriz de reparto de 1968 por la Asociación de Cronistas Cinematográficos de la Argentina.
Chela Ruiz declaró que su hermana estaba muy deprimida y que «quiso morirse. Estaba muy angustiada y no ocultaba su deseo de que su vida llegara a su punto final». Estuvo casada con el actor Guillermo Battaglia hasta el fallecimiento de éste.

## Filmografía
- Los bañeros más locos del mundo (1987) Dir. Carlos Galettini.
- Pubis angelical (1982) Dir. Raúl de la Torre.
- Plata dulce (1982) Dir. Fernando Ayala.
- Los crápulas (1981) Dir. Jorge Pantano.
- Los viernes de la eternidad (1981) Dir. Héctor Olivera.
- El infierno tan temido (1980) Dir. Raúl de la Torre.
- Brigada en acción (1977) Dir. Palito Ortega.
- Soñar, soñar (1976) Dir. Leonardo Favio.
- La casa de las sombras (no estrenada comercialmente - 1976) Dir. Ricardo Wullicher.
- La película (1975) Dir. José María Paolantonio.
- Solamente ella (1975) Dir. Lucas Demare.
- Nazareno Cruz y el Lobo (1975) Dir. Leonardo Favio.
- Las venganzas de Beto Sánchez (1973) Dir. Héctor Olivera.
- Con alma y vida (1970) Dir. David José Kohon.
- Fuiste mía un verano (1969) Dir. Eduardo Calcagno.
- El dependiente (1969) Dir. Leonardo Favio.
- Turismo de carretera (1968) Dir. Rodolfo Kuhn.
- Los tímidos visten de gris (inédita - 1965) Dir. Jorge Darnell.
- Pesadilla (1963) Dir. Diego Santillán.

## Televisión
- Un callejón en las nubes (1982-1983).
- Daniel y Cecilia (1980) .
- Una escalera al cielo (1979)
- Mesas separadas (1974)
- El exterminador (1972)
- Mis queridas mujercitas (1968)
- A mi me pasan todas (1967)
- Show Rambler (1965)
- Mañana puede ser verdad (3 episodios, 1964)
  - Episodio del 6-11-1964 (1964)
  - Episodio La tercera expedición (1964)
  - Episodio El zorro y el bosque (1964)
- El día nació viejo (1964)
- Mañana puede ser verdad (1 episodio, 1962)
  - Episodio Los bulbos (1962)
- Silvia muere mañana (1962)
- La pata del mono (1961)
- La carreta fantasma (1960)